# Tomas Tranströmer
Tomas Gösta Tranströmer (wym. [ˈtʊːmas ˈjœsˈta ˈtrɑːnˈstrœmər]; ur. 15 kwietnia 1931 w Sztokholmie; zm. 26 marca 2015) – szwedzki poeta, pisarz i tłumacz. Laureat Literackiej Nagrody Nobla za rok 2011. Jego twórczość została przetłumaczona i wydana w ponad 60 językach.

## Życiorys
W 1950 rozpoczął studia na kierunkach historii literatury i religii, a także psychologii w sztokholmskiej szkole wyższej. W 1957 został asystentem w Instytucie Psychometrii na tej samej uczelni. W latach 1960–1966 pracował jako psycholog w zakładzie poprawczym w pobliżu Linköping. W 1980 otrzymał zatrudnienie w instytucie rynku pracy w Västerås.
W 1990 przeżył udar mózgu. Częściowo sparaliżowany w następstwie choroby, poświęcił się odtąd twórczości poetyckiej jako głównemu zajęciu. Mimo niedowładów oraz (częściowej) utraty mowy nie zaprzestał prowadzenia aktywnego trybu życia i spotykania się z czytelnikami. Jego rzecznikiem była żona Monika, która towarzyszyła mu w podróżach i spotkaniach publicznych.
Poezję Tranströmera cechuje duża zwięzłość. Pisał o doznaniach religijnych, jego wiersze ujawniają inspiracje muzyczne (poeta grał na fortepianie i organach), poruszają problemy zagubienia człowieka we współczesnym świecie. Język poezji Tranströmera jest wyciszony, jednocześnie w utworach spotyka się obrazy pełne paradoksów.
W 1990 za För levande och döda otrzymał Nagrodę literacką Rady Nordyckiej. 21 września 1990 został uhonorowany tytułem doktora honoris causa uniwersytetu w Sztokholmie. W 1996 otrzymał nagrodę im. Augusta Strindberga za Sorgegondolen. W 2011 otrzymał tytuł profesora. W tym samym roku został laureatem literackiej Nagrody Nobla, za zwięzłe, przejrzyste obrazy, które dają nam świeży dostęp do rzeczywistości. W 2014 został doktorem honoris causa Uniwersytetu Jagiellońskiego. 
Zmarł 26 marca 2015 po krótkiej chorobie.

## Twórczość (wybory poezji w języku polskim)
- Dziki Rynek i Żywym i umarłym, Kraków: „Miniatura”, 1989.
- Moja przedmowa do ciszy, Kraków: Oficyna Literacka, 1992.
- Muzeum motyli, Kraków: Oficyna Literacka, 1994.
- Gondola żałobna, Kraków: Oficyna Literacka 1996.
- Późnojesienny labirynt, Kraków: Oficyna Literacka, 1997.
- Niebieski dom, Warszawa: „IBiS”, 2000.
- Podsłuchany horyzont, Lublin: „Gaudium”, 2005.
- Wiersze i proza 1954-2004, Kraków, Wydawnictwo a5, maj 2012, tłum. Leonard Neuger i Magdalena Wasilewska-Chmura, ISBN 978-83-61298-40-3.